# Junior Ryder Cup
De Junior Ryder Cup is een golftoernooi waarbij een Amerikaans team speelt tegen een Europees team. De teams bestaan uit zes jongens en zes meisjes die maximaal 16 jaar zijn. De Junior Ryder Cup wordt gespeeld op de maandag en dinsdag voorafgaande aan de Ryder Cup.

## Geschiedenis
In 1995 werd op de Cavalry Club bij New York een promotie evenement georganiseerd met jeugdige spelers uit Europa en de Central New York PGA Section. Bekend is dat Europa won, maar de uitslag is niet te vinden. In het Europese team zat onder andere Sergio García, die later vier keer de Ryder Cup speelde.
In 1997 kreeg het evenement een officieel karakter en mochten spelers van geheel Amerika meedoen. In het Europese team zat de Noorse Suzann Pettersen, die laten vijf keer de Solheim Cup speelde. 
In 2002 werd de eerste officiële Junior Ryder Cup gespeeld op de The K Club waar vier jaar later de Ryder Cup plaatsvond.
In 2008 werd er een extra dag aan het toernooi toegevoegd zodat er nu ook 12 singles gespeeld kunnen worden en het puntentotaal van 12 naar 24 is gestegen.
Andere bekende spelers waren Oliver Fisher (1999), Matteo Manassero (2008) en Rory McIlroy (2004) en Alexis Thompson, zij werden allen succesvolle professionals.

## Formule
Op maandag worden foursomes gespeeld door uniseks-teams gespeeld. 's Middags worden mixed-fourballs-matches gespeeld. Sinds 1988 worden op dinsdag twaalf singles gespeeld. Woensdag gaan de teams naar de 'echte' Ryder Cup en spelen daar mixed-four-balls voor de Friendships Bowl met de Ryder Cup teamleden.

## Leeftijd
De Amerikaanse spelers moeten onder de 16 jaar zijn op de laatste dag van het toernooi terwijl de Europese spelers onder de 16 jaar moeten zijn op 1 januari. Gemiddeld zouden de Europese spelers ongeveer 8 maanden ouder kunnen zijn.

## Uitslagen
| Jaar | Baan                                       | Plaats           | Winnend team     | Score       | Score       | Verliezend team  |
| ---- | ------------------------------------------ | ---------------- | ---------------- | ----------- | ----------- | ---------------- |
| 2014 | Blairgowrie Golf Club                      | Perthshire       | Verenigde Staten | 16          | 8           | Europese Unie    |
| 2012 | Olympia Fields Country Club - South Course | Florida          | Verenigde Staten | 14½         | 9½          | Europese Unie    |
| 2010 | Gleneagles                                 | Perthshire       | Verenigde Staten | 13½         | 10½         | Europese Unie    |
| 2008 | The Club at Olde Stone                     | Bowling Green    | Verenigde Staten | 22          | 2           | Europese Unie    |
| 2006 | Celtic Manor                               | Newport          | Gelijkspel       | 6           | 6           | Gelijkspel       |
| 2004 | Westfield Group Country Club               | Westfield Center | Europese Unie    | 8½          | 3½          | Verenigde Staten |
| 2002 | The K Club                                 | Straffan         | Europese Unie    | 9½          | 2½          | Verenigde Staten |
| 1999 | Country Club of New Seabury                | Cape Cod         | Europese Unie    | 10½         | 1½          | Verenigde Staten |
| 1997 | Alcaidesa Links Golf Course                | Sotogrande       | Verenigde Staten | 7           | 5           | Europese Unie    |
| 1995 | Cavalry Club                               | Manlius          | Europese Unie    | niet bekend | niet bekend | Verenigde Staten |

## Kwalificatie

### Europees team
- de rest van het team wordt aangevuld door de captain

### Amerikaans team
Alle teamleden moeten de Amerikaanse nationaliteit hebben.
- winnaar van het Junior PGA Kampioenschap
- winnaar van het Junior US Amateurkampioenschap
- winnaar van het US Girls' Junior Championship
- de 2 beste jongens en de twee beste meisjes van het Junior PGA Championship,
- de hoogste geplaatste jongen en meisje van de Junior Cup Ranking
- de rest van het team wordt aangevuld door de captain

## 2010

### Europees team
Jongens
- Albert Eckhardt
- Moritz Lampert
- Thomas Detry
- Chris Lloyd uit Bristol, hij kwalificeerde zich eerder die maand voor de PQ2 van de Tourschool.
- Juhana Kukkonen
- Kristoffer Ventura

Meisjes
- Klara Spilkova
- Amy Boulden, 16 jaar, in 2010 winnares Murcia Ladies Open en gekwalificeerd voor het Women's British Open.
- Kelly Tidy, winnaar Brits Amateur 2010
- Manon Mollé
- Manon Gidali
- Isabella Deilert

Non-playing captain was Gary Stangl. Zijn honorair vice-captain was Tommy Horton, zelf voormalig Ryder Cup speler.

### Amerikaans team
Jongens
- Jim Liu - Smithtown, N.Y., winnaar Junior US Amateur, met 14 jaar het jongste teamlid
- Denny McCarthy - Burtonsville, Maryland
- Anthony Paolucci - Del Mar, Californië, speelde ook in 2008
- Oliver Schniederjans - Powder Springs, Ga., wildcard, winnaar  2009 Polo Golf Junior Classic
- Jordan Spieth - Dallas, Texas, wildcard, 2009 U.S. Junior Amateur Champion
- Justin Thomas - Goshen, Kentucky, wildcard, finalist  2010 U.S. Junior Amateur

Meisjes
- Doris Chen uit Bradenton, Florida
- Ginger Howard uit Bradenton, Florida
- Cassy Isagawa uit Wailuku, Hawaï
- Alison Lee uit Valencia, Californië
- Kristen Park - Buena Park, Californië, wildcard, 2007 US Girls Amateur en 2010 Rolex Tournament of Champions
- Emma Talley - Princeton, Kentucky, wildcard, 3x winnaar  PGA Junior Series
Non-playing captain was M. G. Orender

## Teams
Bekende teamleden waren:
| Jaar | Verenigde Staten | Europese Unie |
| ---- | --- | --- |
| 1995 | | Sergio García |
| 1997 | | Sergio García, Suzann Pettersen |
| 1999 | Hunter Mahan | Suzann Pettersen |
| 2002 | Emma Cabrera Bello | |
| 2004 | Luke Guthrie | Carlota Ciganda, Oliver Fisher, Rory McIlroy |
| 2006 | | Carlota Ciganda, Maximilian Kieffer |
| 2008 | Jennifer Johnson | Julien Brun, Chris Lloyd, Matteo Manassero |
| 2010 | Ginger Howard, Justin Thomas | Thomas Detry, Moritz Lampert, Chris Lloyd |
| 2012 | Casie Canthrea, Cameron Champ, Karen Chung, Casey Danielson, Gavin Hall, Beau Hossler, Alison Lee, Esther Lee, Jim Liu, Scottie Scheffer, Robbie Shelton, Samantha Wagner, captain Roger Warren | Quirine Eijkenboom, Dominic Foos, Bronte Law, Harang Lee, Gavin Moynihan, Renato Paratore, Emily Pedersen, Covadonga Sanjuan, Matthias Schwab, Linnea Ström, Victor Tärnström, Toby Tree |
| 2014 | | captain Stuart Wilson |

1927 · 1929 · 1931 · 1933 · 1935 · 1937 · 1947 · 1949 · 1951 · 1953 · 1955 · 1957 · 1959 · 1961 · 1963 · 1965 · 1967 · 1969 · 1971 · 1973 · 1975 · 1977 · 1979 · 1981 · 1983 · 1985 · 1987 · 1989 · 1991 · 1993 · 1995 · 1997 · 1999 · 2002 · 2004 · 2006 · 2008 · 2010 · 2012 · 2014 · 2016 · 2018 · 2021 · 2023
Lijst van deelnemers · Junior Ryder Cup